# Santa Rosa do Sul
Santa Rosa do Sul este un oraș în Santa Catarina (SC), Brazilia.